# Pau Billère Handball
 (octobre 2015).
Si vous disposez d'ouvrages ou d'articles de référence ou si vous connaissez des sites web de qualité traitant du thème abordé ici, merci de compléter l'article en donnant les références utiles à sa vérifiabilité et en les liant à la section « Notes et références ».
Actualités
Le Pau Billère Handball, surnommé PBH en référence à son sigle, est un club de handball français fondé en 1949 et basé à Billère, dans la proche banlieue de Pau dans le département des Pyrénées-Atlantiques en région Nouvelle-Aquitaine.
Le club est présidé par Christian Laffitte. Le directeur général est Julien Olek et le manager général est Jérémy Vergely. Il évolue en Proligue qui est la seconde division française de handball et est entraîné par Rares Fortuneanu.

## Histoire
Le club a pour origine, l’Amicale laïque de Billère, créée en 1949.
Le club évolue alors en plein air, sur le goudron de l’école maternelle Chantelle. Entre 1968 et 1994, le club joue désormais sur du parquet, dans le gymnase de l'école Lalanne.
Le club change de nom en 1992 pour son actuel, le Billère Handball.
En 2012, le club remporte les Playoffs de Pro D2 et accède ainsi au Championnat de France de 1re division. À l'issue de la saison 2012-2013, les Billérois terminent derniers avec 26 défaites en autant de matchs et redescendent donc en 2e division. Au terme de la saison 2017-2018, le club est relégué en Nationale 1 avant de remonter la saison suivante au deuxième niveau national. 
Afin de se professionnaliser davantage la SAS Billère Handball Pau Pyrénées est née en 2018 se séparant de la partie associative.
Lors de la saison 2024-2025, la SAS Billère Handball Pau Pyrénées change d'identité en se renommant le Pau Billère Handball. 
Néanmoins, le Billère Handball continue d'exister via l'association qui compte plus de 200 licenciés avec l'équipe Nationale 1 comme équipe fanion. 

## Palmarès
- Championnat de Proligue : 
  - Vice-champion : 2012
- Championnat de Nationale 1 : 
  - Champion : 1999, 2019
- Championnat de France -18 ans - Challenge Falcony (1)
  - Vainqueur : 1996
  - Finaliste : 2002-2024

## Entraîneurs successifs
| Saisons   | Entraîneurs       | Titres                       |
| --------- | ----------------- | ---------------------------- |
| 1998-2015 | Arnaud Villedieu  | Vice-champion de Pro D2 2012 |
| 2015-2018 | Aitor Etxaburu    |                              |
| 2018-2019 | Dragan Mihailovic | Champion de N1 2019          |
| 2019-2024 | Daniel Deherme    |                              |
| 2024-     | Rares Fortuneanu  |                              |

## Infrastructures
Le Sporting d'Este, salle de 1 500 spectateurs, accueille depuis 1994 les matchs et entraînements.
Lorsqu'il évoluait en Division 1 lors de la saison 2012-2013, le Palais des sports a accueilli des matchs du BHB pour ses rencontres importantes comme contre le PSG Handball.

## Historique du logo

Logo avant 2013
Logo jusqu'en 2024